# Brovari
Brovari (ukrajinsko Бровари, izgovorjava [broʋɐˈrɪ], jidiško בראָוואַר, latinizirano: Brovar) je mesto v Kijevski oblasti v severni Ukrajini in je vzhodno predmestje glavnega mesta države, Kijeva. Je upravno središče rajona Brovari. Brovari gosti upravo mestne občine Brovari, ene od gromad v Ukrajini. V mestu živi  približno 109.806 ljudi (ocena 2022).

## Zgodovina
Brovari je zgodovinsko mesto, prvič je bilo omenjeno leta 1630. Prevedeno ime pomeni 'pivovarna' (in je izposojenka iz nizozemščine). V mestu je tudi železniška postaja. Mesto je zloglasno zaslovelo leta 2000, potem ko je v enega izmed stanovanjskih blokov priletela zablodela raketa zemlja-zemlja, izstreljena s sosednjega vojaškega strelišča v Hončarivsku. V incidentu so umrli trije ljudje.
V 21. stoletju je Brovari ukrajinska prestolnica izdelave čevljev, kjer je na desetine takih podjetij. V mestu stoji tudi oddajni center za dolgo- in kratkovalovne prenose. Dolgovalovni oddajnik, ki deluje na 207 kHz, kot svojo anteno uporablja dve 259,6 m visoki anteni. Brovari je tudi pomembno športno središče Ukrajine. Tu se je rodilo in/ali začelo kariero več svetovnih in olimpijskih prvakov. V Brovariju se nahaja ukrajinska državna kovnica.
Brovari je okrožno središče v Kijevski oblasti. Nahaja se 20 kilometrov od glavnega mesta Ukrajine, Kijeva. Brovarijska oblast leži na območju mešanih gozdov. Podnebje je zmerno celinsko s srednjo januarsko temperaturo -6 °C v in julijsko 19 °C.
Brovari je bil prvič omenjen leta 1630. Takrat je bilo v Brovariju samo 60 ali 70 hiš, leta 1649 pa je znano, da je tam nastala kozaška sotnija. Kozaki so sodelovali v vstaji Bogdana Hmelnicki.
Pred državno upravno reformo 17. julija 2020 je imel Brovari status mesta regijskega pomena in ni bil del Brovarijskega rajona, čeprav je v njem stalo upravno središče okraja.

### Bitka pri Brovariju
10. marca 2022 je prišlo do napada na rusko kolono oklepnih vozil pri Skibinu, ki se nahaja severno od Brovarija. 11. marca so v Brovariju potekali spopadi za preprečitev obkolitve Kijeva z vzhoda v sklopu bitke za Kijev med rusko invazijo.
Ukrajinsko obrambno ministrstvo je 2. aprila 2022 po umiku ruskih oboroženih sil celotno Kijevsko oblast, kjer se nahaja tudi Brovari, razglasilo za prosto napadalcev.

## Opis
Mesto je dobilo ime po pivovarnah, kjer so proizvajalo posebno pivo. Popotniki, namenjeni v Kijev, so se pogosto ustavili v Brovariju, počivali, večerjali in pili lokalno pivo. Številni znani ljudje so med potovanjem v Kijev obiskali Brovari. Med njimi ga je večkrat, med leti 1829 in 1847, obiskal tudi ukrajinski pesnik Taras Ševčenko. Danes tako v starem centru mesta stoji kip, ki je posvečen Ševčenku.
V novejšem delu Brovarija se nahaja park ter nekaj komercialnih objektov. V tem delu stojita tudi letalo in tank.
mesto je v grobem razdeljeno na tri dele: staro mesto, novo mesto in industrijsko četrt. V mestu stoji veliko obratov in tovarn, ki proizvajajo pletenine, pohištvo, orodja, plastične materiale in drugo blago. V Brovariju je deset srednjih šol, dve glasbeni šoli, umetniška šola in tri knjižnice. V središču mesta leži "Prometej", zgodovinski muzej na Gagarinovi ulici. V mestu se nahaja tudi pokrit športni bazen, športni park Špartak in športna fakulteta.
Mestni praznik je septembra, takrat pa se v mestu dogajajo številne glasbene prireditve. Na ta dan potekajo tudi ceremonialne športne prireditve in tekmovanja.
Oleksandra Kononova, ki se je rodila v Brovariju je na paraolimpijskih igrah 2010 v Vancouvru osvojila tri medalje in postala ukrajinska športna osebnost leta 2010. 

## Mednarodni odnosi

### Pobratena mesta
Brovari je pobraten z:
| Mesto              | Država          | Leto pobratenja |
| ------------------ | --------------- | --------------- |
| Fontenay-sous-Bois | Francija        | 1989            |
| Sluck              | Belorusija      | 1992            |
| Rockford, Illinois | Združene države | 1995            |
| Hengjang, Hunan    | Kitajska        | 1995            |
| Tacoma, Washington | Združene države | 2017            |